# عبد الله عرفة
عبد الله عرفة عبد المعطي لاعب كرة قدم قطري من أصل مصري، ولد في (31 يناير 2002).

## مسيرة اللاعب
لعب سابقاً في نادي الدحيل ونادي الخور.

## روابط خارجية
عبد الله عرفة على موقع Soccerway.com (الإنجليزية)